# محمد حسن رمزي
محمد حسن رمزي (1954 - 2015) هو منتج سينمائي مصري.

## عائلته
هو ابن المخرج السينمائي حسن رمزي، وأخته هي الممثلة هدى رمزي. وقد تزوج مرتين. المرة الأولى كانت من ليلى ابنة بهيجة مقبل زوجة الفنان الراحل صلاح ذو الفقار، وأنجب منها ابنه شريف، الذي عمل ممثلاً سينمائياً. أمّا المرة الثانية فكانت من المنتجة السينمائية نهاد ابنة الفنان عبد العزيز محمود، وتعرف أيضا باسم نهاد رمزي.

## عمله السينمائي
تولى إدارة شركة النصر للإنتاج السينمائي بعد وفاة والده. ومن أنجح الأفلام التي قامت شركته بإنتاجها فيلم إسماعيلية رايح جاي.[بحاجة لمصدر] وفيلم الجزيرة 2. كما ظهر ممثلاً في بعض الأفلام، ومنها المرأة المجهولة.

## وفاته
توفي في لندن في 13 يناير 2015 (وكان قد أعلن قبل ذلك أن مصاب بالسرطان) بعد أشهر قليلة من وفاة زوجته نهاد (توفيت في 12 أغسطس 2014).

## وصلان خارجية
- محمد حسن رمزي على موقع الدهليز
- محمد حسن رمزي على موقع قاعدة بيانات الأفلام العربية